# Hold My Hand
"Hold My Hand" er en duet af den amerikanske musiker Michael Jackson og senegalesisk-amerikanske hiphop og R&B-sanger Akon, fra Jacksons første album, Michael, udgivet efter hans død. Sangen blev oprindeligt indspillet af Akon og Jackson i 2008. Sangen var desuden et internationalt top 20 hit i lande som Tyskland, Canada og Storbritannien. Singlen har solgt 3 millioner eksemplarer på verdensplan.

## Trackliste

### European CD Single
1. . "Hold My Hand" — 3:32
2. . "Hold My Hand" (Vocals & Orchestra) — 3:44
3. . "Hold My Hand" (Alternative Mix) — 3:48
4. . "Hold My Hand" (Instrumental) — 3:32

### Promotional CD Single
1. . "Hold My Hand" — 3:32